# Green Island FC
Der Green Island Association Football Club ist ein neuseeländischer semi-professioneller Fußballklub aus Green Island, einem Vorort von Dunedin.

## Geschichte
Der Klub wurde erstmals im Jahr 1896 unter dem Dach der Otago Football Association gegründet. Während des Zweiten Weltkriegs wurde der Klub kurzzeitig aufgelöst, in den späten 1940er Jahren dann aber wieder gegründet.
Die Mannschaft spielte immer in den obersten Regionalligen der South League mit, nahm aber nie an höheren Spielklassen teil. Zur Saison 2021 stieg man von der lokalen Premier League in die neu geschaffene National League auf. Die Saison 2021 schloss man im Spielbetrieb der Southern League mit vier Punkten auf dem letzten Platz ab. Durch den freiwilligen Rückzug von Otago University musste man aber nicht absteigen. In der Folgesaison gelang es dann mit 13 Punkten sich zumindest auf dem achten Platz zu platzieren, womit man auch wieder die Klasse halten konnte.